# Scream (serie televisiva)
Scream è una serie televisiva antologica statunitense trasmessa dal 30 giugno 2015 al 10 luglio 2019 su MTV e VH1.
Basata sull'omonima serie cinematografica slasher, le prime due stagioni vedono protagonista un gruppo di studenti di una scuola superiore alle prese con un serial killer in una fittizia cittadina degli Stati Uniti.
A giugno 2019 viene annunciata l’uscita della terza stagione, dal titolo Scream: Resurrection; si tratta di un reboot con nuovi personaggi e nuova trama uscito l’8 luglio seguente.

## Trama

### Prima stagione
A Lakewood, una ragazza, Nina Patterson, viene brutalmente assassinata insieme al suo ragazzo. La polizia, che inizialmente rinviene solo il cadavere di lei, pensa ad un delitto passionale, ma presto dovrà ricredersi quando anche altri coetanei della giovane iniziano ad essere vittime di stalking, per poi essere uccisi. Gli omicidi compiuti da un killer che indossa una maschera post-operatoria, sembrano ripercorrere quelli di Brandon James, che vent'anni prima, dopo essere stato vittima di bullismo a causa delle sue deformazioni fisiche ed essere stato rifiutato dalla ragazza dalla quale era ossessionato, Daisy Anderson, uccise diversi coetanei. Daisy, ora madre single di Emma, ha cercato di dimenticare le vicende che l'hanno coinvolta, cambiando nome in Margaret. L'omicida tuttavia comincia presto a perseguitare Emma ed i suoi amici.

### Seconda stagione
Tre mesi dopo la fine della prima stagione, Emma è tornata a Lakewood, che aveva lasciato allo scopo di superare gli orrori vissuti. Noah ha aperto un podcast e indaga sul complice di Piper, Audrey ha trovato un lavoro presso il cinema della città mentre Jake e Brooke, fidanzati, tengono la loro relazione segreta al sindaco Maddox. Tutto sembra essersi risolto quando Audrey comincia a ricevere messaggi minatori e telefonate da uno sconosciuto che le fa capire di conoscere la verità sul suo legame con Piper. Presto un nuovo assassino comincia a prendere di mira i sei sopravvissuti di Lakewood.

### Speciale di Halloween
Dopo gli eventi della seconda stagione, è iniziato l'ultimo anno di liceo per i protagonisti: Noah e Stavo sono diventati autori di una graphic novel ispirata agli orrori recentemente vissuti e diventata best seller; Emma è tornata a concentrarsi su sé stessa e sul suo futuro; Audrey, dopo essersi fidanzata con Gina, sembra essere tornata alla serenità e continua il suo lavoro al cinema; Brooke e Stavo stanno insieme, felicemente. Tutto sembra procedere per il meglio, quando un'improvvisa e inaspettata morte convince i restanti sopravvissuti di Lakewood ad andare a passare alcuni giorni di relax all'isola di Shallow Grove durante il periodo di Halloween. Noah e Stavo lavorano insieme ad un secondo libro, ispirandosi alla storia di Anna Hobbs, una ragazza che, secondo la leggenda, uccise diverse persone a Shallow Grove molti anni prima. Ma appena arrivati sull'isola, i protagonisti verranno presi di mira da un nuovo serial killer ossessionato da Emma.
Lo speciale di Halloween fa da capitolo finale alla storia degli omicidi di Lakewood.

### Terza stagione
La terza stagione ha luogo ad Atlanta e segue le vicende di Deion Elliot e del suo gruppo di amici. Deion è un astro nascente del football molto popolare e amato del suo liceo, desideroso di ricevere una borsa di studio e lasciarsi alcuni traumi del suo passato alle spalle. Ma un misterioso individuo travestito da Ghostface inizia a tormentare Deion e i suoi amici, minacciando di spargere sangue se le ipocrisie e i segreti di ognuno di loro non verranno rivelati.

## Episodi
| Stagione              | Episodi | Prima TV USA | Pubblicazione Italia |
| --------------------- | ------- | ------------ | -------------------- |
| Prima stagione        | 10      | 2015         | 2015                 |
| Seconda stagione      | 12      | 2016         | 2016                 |
| Speciale di Halloween | 2       | 2016         | 2016                 |
| Terza stagione        | 6       | 2019         | inedita              |

## Personaggi e interpreti

### Personaggi principali
- Emma Duval (stagioni 1-2, speciale Halloween), interpretata da Willa Fitzgerald, doppiata da Valentina Favazza (st. 1) e da Eleonora Reti (st. 2).
È una studentessa della scuola superiore di Lakewood, classica brava ragazza, fidanzata con Will. Quando scopre che quest'ultimo l'ha tradita con Nina, inizia ad interessarsi a Kieran con il quale, successivamente, si fidanza. Il suo personaggio è ispirato alla protagonista della saga cinematografica di Scream, Sidney Prescott.
- Audrey Jensen (stagioni 1-2, speciale Halloween), interpretata da Bex Taylor-Klaus, doppiata da Elena Perino (st. 1) e da Gaia Bolognesi (st. 2).
È una ragazza poco popolare, appassionata di cinema e migliore amica di Noah. Viene filmata mentre bacia una ragazza e messa in ridicolo davanti all'intera scuola.
- Noah Foster (stagioni 1-2, speciale Halloween), interpretato da John Karna, doppiato da Gabriele Patriarca (st. 1) e da Mirko Cannella (st. 2).
È uno dei pochi amici di Audrey, anche lui molto appassionato di cinema e soprattutto del genere horror.
- Brooke Maddox (stagioni 1-2, speciale Halloween), interpretata da Carlson Young, doppiata da Eva Padoan (s. 1) e da Valentina Mari (s. 2).
Ragazza all'apparenza cinica e popolare, amica di Emma e figlia del sindaco, che all'inizio della serie ha una relazione con il professore Seth Branson. Viene presa di mira dal serial killer insieme ad Emma e ai suoi amici.
- Kieran Wilcox (stagioni 1-2, special guest speciale Halloween), interpretato da Amadeus Serafini, doppiato da Luca Mannocci (st. 1) e da Mirko Mazzanti (st. 2).
È un ragazzo misterioso appena trasferitosi in città, che sviluppa subito un'intesa romantica con Emma. È il figlio dello sceriffo Hudson.
- Will Belmont (stagione 1), interpretato da Connor Weil, doppiato da Gabriele Lopez.
È il fidanzato di Emma, che tuttavia trascura spesso; ha anche avuto occasione di tradirla con Nina.
- Clark Hudson (stagione 1), interpretato da Jason Wiles, doppiato da Teo Bellia.
È lo sceriffo della città durante la prima stagione, e padre di Kieran. Ha una relazione con Margaret, la madre di Emma.
- Margaret "Maggie" Duval (stagioni 1-2, speciale Halloween), interpretata da Tracy Middendorf, doppiata da Giò Giò Rapattoni.
È la madre di Emma. Quando gli omicidi ritornano a sconvolgere Lakewood sarà costretta a rivelare alla figlia di essere stata Daisy Anderson, la ragazza della quale il serial killer Brandon James era innamorato.
- Zoe Vaughn (stagione 2), interpretata da Kiana Ledé, doppiata da Silvia Avallone.
Studentessa di Lakewood, interessata a Noah. I due finiscono per fidanzarsi. Nasconde un segreto relativo al periodo della prima stagione.
- Gustavo "Stavo" Acosta (stagione 2), interpretato da Santiago Segura, doppiato da Alessandro Ward.
Altro studente di Lakewood. È il figlio del nuovo sceriffo della città. Si interessa immediatamente a Brooke e i due, dopo un po' di tempo, iniziano una relazione. Ha una fissazione per i 6 di Lakewood, che ritrae in disegni macabri.
- Deion Elliot (stagione 3), interpretato da RJ Cyler.
È una stella della scuola che vive per la squadra di football del liceo. Custodisce un terribile segreto sul suo passato che il killer userà contro di lui.
- Olivia "Liv" Reynolds (stagione 3), interpretata da Jessica Sula.
È una delle tante cheerleader della scuola. È una studentessa modello: diligente, seria e laboriosa.
- Kym (stagione 3), interpretata da Keke Palmer.
È una ragazza ribelle con molti pensieri per la testa: è coraggiosa, tenace ed è una bellissima attivista sociale. Lei e Deion sono cresciuti assieme nello stesso quartiere. È la migliore amica di Manny.
- Beth (stagione 3), interpretata da Giorgia Whigham.
È una tatuatrice locale con il gusto del gotico e amante dell'horror.
- Jamal "Jay" Elliot (stagione 3), interpretato da Tyga.
È il fratellastro di Deion; nonostante frequenti compagnie poco raccomandabili, è eternamente fedele a Deion.
- Amir Ayoub (stagione 3), interpretato da C.J. Wallace.
È un bravo ragazzo con la passione della musica. I suoi genitori sono molto severi: gli proibiscono di stare a contatto con le ragazze e di realizzare i suoi sogni.
- Manny (stagione 3), interpretato da Giullian Yao Gioiello.
È un ragazzo molto intelligente e apertamente gay. È il miglior amico di Kym.
- Shane (stagione 3), interpretato da Tyler Posey.
È un ragazzo che ha lasciato il liceo. È uno spacciatore ed organizza le feste.

### Personaggi secondari
- Jake Fitzgerald (stagioni 1-2), interpretato da Tom Maden, doppiato da Flavio Aquilone (st. 1) e da Lorenzo De Angelis (st. 2).
È uno degli studenti della scuola superiore, migliore amico di Will. Si interessa a Brooke e nonostante il padre di quest'ultima -con cui è in combutta per il suo lavoro sporco- si opponga alla loro relazione, i due si fidanzano dopo che Brooke tronca la sua storia con Seth.
- Riley Marra (stagione 1), interpretata da Brianne Tju, doppiata da Veronica Puccio.
È una delle studentesse più popolari del liceo, grande amica di Emma e Brooke. È un amante dell'horror ed è affascinata da Noah e dalle sue storie su Brandon James. I due sviluppano anche un interesse reciproco.
- Nina Patterson (stagione 1), interpretata da Bella Thorne, doppiata da Francesca Manicone.
Ragazza molto popolare e attraente, è lei a far diventare virale, con l'aiuto del fidanzato Tyler, il video di Audrey che bacia una ragazza. Insieme a Tyler, è una delle due prime vittime del serial killer.
- Tyler O'Neill (stagione 1), interpretato da Max Lloyd-Jones, doppiato da Raffaele Carpentieri.
È anche lui vittima del serial killer, anche se la polizia non rinviene subito il suo corpo, separato dalla testa.
- Seth Branson (stagioni 1-2), interpretato da Bobby Campo, doppiato da Massimo Triggiani (st. 1) e da Riccardo Scarafoni (st. 2).
È un insegnante della scuola che ha una relazione con Brooke. Nella prima stagione viene sospettato e accusato di essere l'assassino.
- Rachel Murray (stagione 1, guest stagione 2), interpretata da Sosie Bacon, doppiata da Roisin Nicosia.
È la ragazza che ha una relazione con Audrey, frequentante una scuola cattolica privata, la Saint Mary. È molto timida, introversa e autolesionista.
- Piper Shaw James (stagione 1, guest stagione 2), interpretata da Amelia Rose Blaire, doppiata da Maura Cenciarelli.
È una giornalista che arriva in città per indagare sugli omicidi. Sviluppa una connessione con Emma.
- Quinn Maddox (stagioni 1-2), interpretato da Bryan Batt, doppiato da Antonio Palumbo.
È il sindaco di Lakewood e padre di Brooke. Viene ricattato da Jake e Will nella prima stagione.
- Mike Newsome (stagione 1), interpretato da Anthony Hill, doppiato da Dodo Versino.
Vice sceriffo della città e amico intimo di Clark.
- Ava Miller (stagione 1), interpretata da Lindsay Musil, doppiata da Roberta De Roberto.
Ragazza che flirta con Jake al party di Halloween e al party in casa Maddox.
- Grayson Pfeiffer (stagione 1), interpretato da Bryce Romero, doppiato da Raffaele Pezzulli.
Ragazzo che spaventa Brooke al suo party, viene poi ucciso e trovato da Ava Miller.
- Cassie James (stagione 1), interpretata da Lenore Banks, doppiata da Daniela Debolini.
La madre di Brandon James.
- Lorraine Brock (stagione 1), interpretata da Sophina Brown, doppiata da Patrizia Burul.
Una detective recentemente assegnata al caso dell'omicidio di Nina Patterson.
- Kevin Duval (guest stagione 1, stagione 2-speciale Halloween), interpretato da Tom Everett Scott, doppiato da Gino Manfredi.
È il padre alcolizzato di Emma. Quando Emma era ancora bambina, lui lasciò Lakewood per motivi inizialmente ignoti. Torna in città nella seconda stagione per ricominciare, senza successo.
- Miguel Acosta (stagione 2), interpretato da Anthony Ruivivar, doppiato da Alessandro Budroni.
Nuovo sceriffo della città originario di Lakewood. Arriva in città insieme a suo figlio Gustavo per dimenticare ciò che quest'ultimo ha fatto a Phoenix insieme al suo migliore amico. È molto amico di Maggie e pare che i due sappiano qualcosa dell'infanzia di Emma.
- Katrin Lang (stagione 2), interpretata da Austin Highsmith, doppiata da Selvaggia Quattrini.
Insegnante di psicologia, confidente di molti suoi studenti. Ha una relazione con Seth Branson. Userà la vicenda di Emma per interessi personali.
- Eli Hudson (stagione 2), interpretato da Sean Grandillo, doppiato da Alessio Puccio.
Cugino di Kieran, pare che nasconda qualcosa insieme a sua madre Tina. Si interessa ad Emma e sarà la causa del comportamento ambiguo di Kieran per qualcosa che è successo nel passato del ragazzo.
- Haley Meyers (stagione 2), interpretata da Mary Katherine Duhon, doppiata da Virginia Brunetti.
Studentessa che prende di mira i sei di Lakewood, in particolare Audrey. Ha una storia con l'assassino senza sapere chi il suo amante sia in realtà.
- Tina Wilcox Hudson (stagione 2), interpretata da Karina Logue, doppiata da Tiziana Avarista.
Zia di Kieran, pare che nasconda qualcosa insieme a suo figlio Eli. Si interessa di Quinn.
- Gina McClane (speciale Halloween), interpretata da Zena Grey, doppiata da Gilberta Crispino.
Nuova fidanzata di Audrey che lavora insieme a lei al cinema Zenith.
- Alex Whitman / Tom Martin (speciale Halloween), interpretato da Alexander Calvert, doppiato da Davide Albano.
Abitante di Grove Island che sviluppa un interesse nei confronti di Emma.
- Jeremy Blair (speciale Halloween), interpretato da Alex Esola, doppiato da Andrea Mete.
Nuovo editore di Noah e Stavo che lavora insieme ai due alla loro graphic-novel. Invita i 6 di Lakewood a Shallow Grove Island.
- Sherry Elliot (stagione 3), interpretata da Mary J. Blige.
La madre di Deion.
- Becky (stagione 3), interpretata da Paris Jackson.

La voce camuffata del serial killer è di Mike Vaughn nella versione originale nelle prime due stagioni e di Roger L. Jackson nella terza, mentre nell'edizione italiana nella prima stagione è di Francesco Sechi e nella seconda stagione di Andrea Lopez.

## Produzione

### Concezione e sviluppo
MTV annunciò di star lavorando ad una nuova serie televisiva basata sulla serie cinematografica Scream per la prima volta il 3 giugno 2012, ordinando ufficialmente la produzione di un episodio pilota nel mese di aprile 2013.
Prodotta da MTV insieme alla Dimension TV, compagnia sorella della Dimension Films, già produttrice dei film, la prima stagione dell'adattamento è stata curata dai co-showrunner Jill Blotevogel e Jaime Paglia, il primo anche autore del pilot con Dan Dworkin e Jay Beattie, mentre Bob Weinstein, Harvey Weinstein, Marianne Maddalena, Cathy Konrad e Wes Craven, deceduto nell'agosto 2015, figurano tra i produttori esecutivi. Jamie Travis ha diretto il pilot. Dopo il rinnovo per una seconda stagione, Blotevogel e Paglia sono stati rimpiazzati nelle vesti di showrunner da Michael Gans e Richard Register.
Per motivi commerciali, la serie non utilizza la stessa maschera di Ghostface protagonista nei film. Dopo aver considerato varie opzioni, gli autori preferirono usare una sorta di maschera facciale post-operatoria che la rievoca, essendo la trama legata ad un omicida del passato caratterizzato da una deformità facciale. I produttori spiegarono di avere l'intenzione di ricalcare le tonalità e la struttura dei film, ma di narrare una nuova storia non collegata alle vicende di Sidney Prescott e Woodsboro. La trama, che concilia i generi horror e thriller con il teen drama, ha occasione di sfruttare il largo uso di tecnologia e social media dei giovani contemporanei e presenta caratteristiche di metatelevisione allo stesso modo di come i film presentano peculiarità da metacinema.
Il 28 ottobre 2014 MTV approvò la produzione di una prima stagione di dieci episodi, trasmessa dal 30 giugno 2015. Il 29 luglio 2015 fu annunciato il rinnovo per una seconda stagione, andata in onda dal 30 maggio 2016. Dopo il termine della stessa è stato programmato anche un doppio episodio speciale in occasione di Halloween, il cui titolo omaggia l'omonimo film del 1978, in onda il 18 ottobre 2016. Lo speciale è ambientato otto mesi dopo il finale della seconda stagione e avrebbe dovuto introdurre anche alla stagione successiva, la cui produzione è stata annunciata il 14 ottobre 2016. Tuttavia è stato poi deciso di fare della terza stagione, composta da sei episodi, un reboot con cast, personaggi, ambientazioni e trame del tutto nuove; Brett Matthews figura come nuovo showrunner mentre Queen Latifah, Shakim Compere e Yaneley Arty sono i nuovi produttori esecutivi. La terza stagione ha debuttato sulla rete VH1 dall'8 luglio 2019 e ha visto il ritorno della maschera originale di Ghostface e di Roger L. Jackson come suo doppiatore.

### Casting

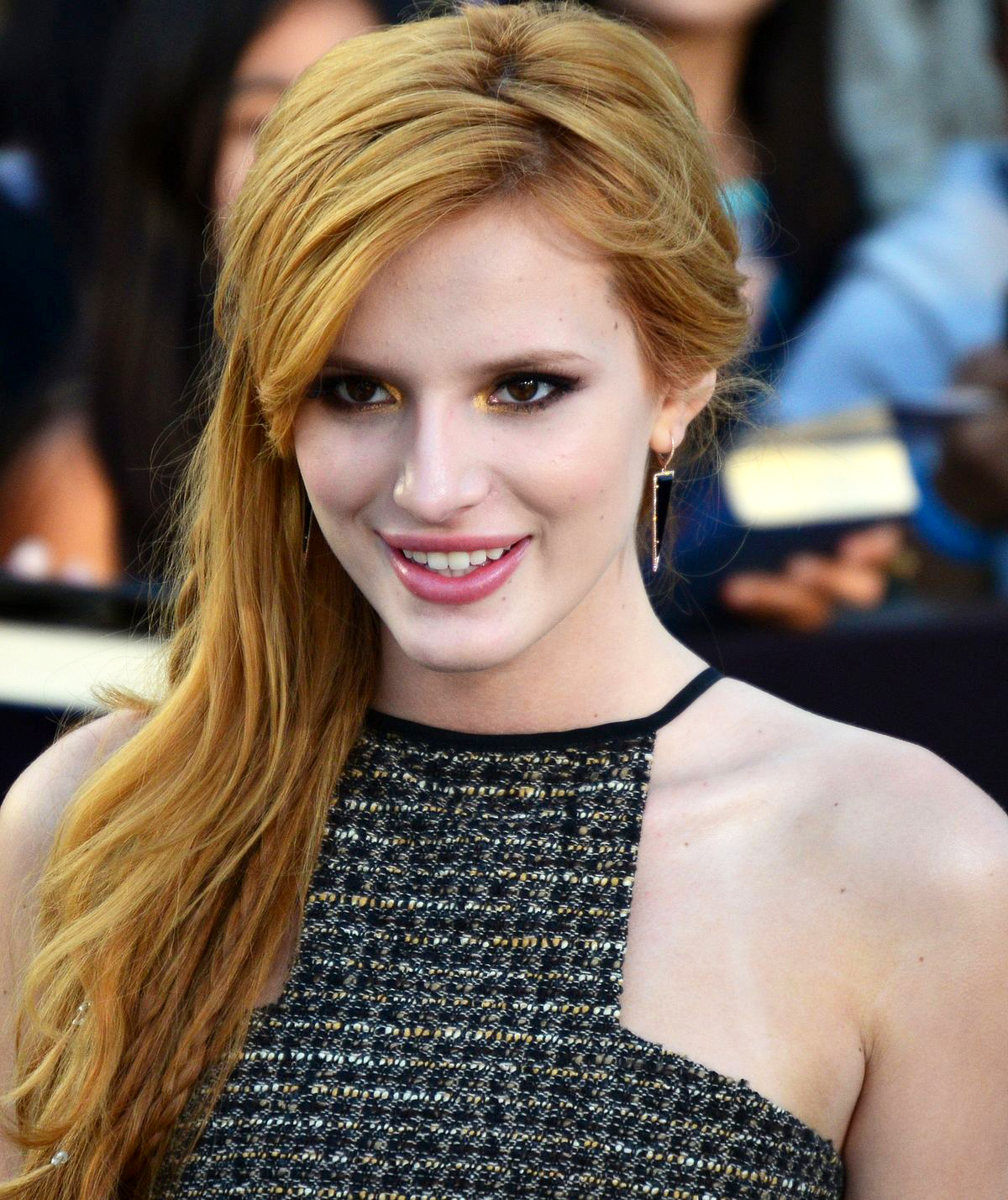
Bella Thorne è protagonista dei primi minuti della serie

Il cast principale della prima stagione include Willa Fitzgerald, Bex Taylor-Klaus, John Karna, Amadeus Serafini, Connor Weil, Carlson Young, Jason Wiles e Tracy Middendorf. Originariamente per i ruoli di Audrey Jenson e dello sceriffo Hudson erano stati ingaggiati Amy Forsyth e Joel Gretsch, poi rimpiazzati da Bex Taylor-Klaus e Jason Wiles.
Nel cast ricorrente Amelia Rose Blaire interpreta Piper Shaw, la giornalista che arriva in città per indagare sugli omicidi; il personaggio ricorda quello di Courteney Cox in Scream ed è stato influenzato da Sarah Koenig, presentatrice del podcast Serial. Mike Vaughn dà la voce al serial killer, mentre Bella Thorne, alla quale era stato offerto anche il ruolo da protagonista di Willa Fitzgerald, che rifiutò, è guest star nel pilot, dove nella prima parte interpreta un personaggio simile a quello di Drew Barrymore in Scream, omonimo di quello da lei già interpretato in Black Christmas - Un Natale rosso sangue.
Nella seconda stagione si aggiungono al cast principale anche Kiana Ledé e Santiago Segura.
Per la terza stagione, la quale presenta un cast completamente rinnovato, il 17 luglio 2017 i rapper Tyga e C.J. Wallace furono ingaggiati per i ruoli di Jamal, fratellastro del protagonista Deion, e Amir, uno degli studenti presi di mira dall'assassino. Nel settembre dello stesso anno invece entrano nel cast Keke Palmer, Jessica Sula, RJ Cyler, Giorgia Whigham, Giullian Yao Gioiello e Tyler Posey nei rispettivi ruoli di Kym, Liv, Deion Elliot, Beth, Manny e Shane.

### Riprese
Le riprese delle prime due stagioni si sono svolte principalmente nei pressi di Baton Rouge, in Louisiana. Le riprese della terza stagione si sono svolte invece ad Atlanta, in Georgia, dove la terza stagione è ambientata.

## Colonna sonora
La composizione della colonna sonora è supervisionata da Andrea von Foerster, mentre le musiche originali sono realizzate dal compositore Jeremy Zuckerman.
La colonna sonora ufficiale della prima stagione, Scream: Music from Season One, è stata distribuita dal 14 agosto 2015 dalla Columbia Records e comprende i seguenti brani:
1. Phoebe Ryan – Mine – 3:46
2. Liz – When I Rule the World – 3:07
3. Wet – You're the Best – 2:57
4. Ruelle – Monsters – 3:12
5. MS MR – All the Things Lost – 3:14
6. machineheart – Set This Heart on Fire – 3:28
7. Liz Longley – Rescue My Heart – 3:18
8. REMMI – Star Spangled – 3:01
9. George Ezra – Spectacular Rival – 4:15
10. Fleurie – There's a Ghost – 3:11

Durata totale: 33:29
La colonna sonora della seconda stagione, Scream: Music from Season Two, è stata invece distribuita dal 29 luglio 2016 dalla Island Records, e comprende nove tracce:
1. Bishop Briggs – River – 3:34
2. Mike Posner – I Took a Pill in Ibiza (Seeb Remix) – 3:15
3. That Poppy – Money – 3:10
4. Midnight To Monaco – One in a Million (Kant Remix) – 5:50
5. Astrid S – Hurts So Good – 3:28
6. Seeb – Breathe (featuring Neev) – 3:58
7. SAFIA – Make Them Wheels Roll – 4:05
8. Mike Posner – In the Arms of a Stranger (Brian Kierulf Remix) – 3:26
9. Keke Palmer – Figure You Out – 3:25

Durata totale: 34:11

## Distribuzione
Il primo trailer fu distribuito il 12 aprile 2015 in occasione degli MTV Movie Awards 2015.
La prima stagione negli Stati Uniti è stata trasmessa su MTV dal 30 giugno 2015. In Italia è stata resa disponibile sulla piattaforma on demand Netflix il 22 ottobre 2015.
La seconda stagione viene trasmessa dal 30 maggio 2016 negli Stati Uniti. Per ogni episodio, la distribuzione mondiale su Netflix viene fatta 12 ore dopo la prima messa in onda. 
La terza stagione, annunciata il 25 giugno dopo uno slittamento di tre anni, viene trasmessa dall’8 al 10 luglio 2019 nel corso di tre serate evento sulla rete VH1.

## Accoglienza

### Ascolti
L'episodio pilota ha registrato ascolti modesti, venendo seguito da 1,03 milioni di spettatori durante la prima trasmissione.

### Critica
Alcuni critici come Robert Lloyd del Los Angeles Times e David Wiegand del San Francisco Chronicle misero in evidenza come possa risultare divertente, soprattutto per un pubblico giovane, la suspense accompagnata da momenti di ironia e metafiction, criticando la qualità di alcune interpretazioni e la carenza di diversità razziale del cast. Per Deborah Day di The Wrap, che ha apprezzato le interpretazioni femminili, gli ambienti di lusso e gli adolescenti antipatici contrapposti a una vendetta karmica portano Scream oltre il semplice sfruttamento del genere slasher, risultando «un'elegante metafora sugli eccessi e sulle crudeltà da cattiva ragazza di una nuova generazione». Brian Tallerico di RogerEbert.com, pur evidenziando come non abbia la stessa atmosfera cinematografica che Wes Craven aveva ottenuto per i film, lo presentò come un vero film horror sotto forma di serie televisiva, dotato di una propria identità, la cui trama contiene vari momenti brillanti. David Hinckley del Daily News valutò la serie con quattro stelle su cinque, mentre Brian Lowry di Variety spiegò come il pilot riesca a mantenere un buon livello di suspense anche se non accade molto di significativo.

## Riconoscimenti
Ai Teen Choice Awards 2015, la serie è stata candidata come miglior "serie estiva", Bella Thorne come migliore "ruba scena" e Willa Fitzgerald come miglior attrice in una serie estiva.
Nel 2016, Carlson Young è stata candidata ai Leo Awards come miglior attrice non protagonista in una serie drammatica e agli MTV Fandom Awards la serie è stata candidata a miglior nuovo "fandom" dell'anno.